# 八丈島似煙管蝸
八丈島似煙管蝸（学名：Luchuena hachijoensis）是一種會呼及空氣的陸地蝸牛的物種，柄眼類支序似烟管蜗牛科琉球似煙管蝸牛屬的成員，是一種陸生的有肺類腹足綱軟體動物。

## 分佈與棲息地
本物種原生於日本伊豆群島的八丈島。